# Richard T. Swope

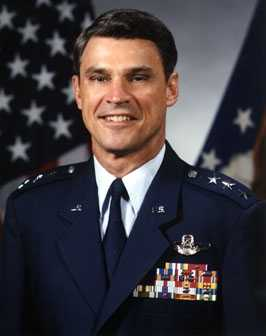
Richard T. Swope

Richard T. Swope (* 21. November 1942 in Binghamton, New York; † 8. Januar 2011 in Whitefish, Montana) war ein Generalleutnant der United States Air Force. Er war unter anderem Kommandeur der 13. Luftflotte.

## Leben
Über das ROTC-Programm des Grove City College gelangte Richard Swope im Jahr 1964 in das Offizierskorps der United States Air Force. Dort durchlief er anschließend alle Offiziersränge vom Leutnant bis zum Drei-Sterne-General.
Im Lauf seiner militärischen Karriere absolvierte er verschiedene Kurse und Schulungen. Dazu gehörten unter anderem eine Ausbildung zum Kampfpiloten und weitere Fortbildungskurse als Pilot neuer Flugzeugtypen, die Squadron Officer School auf der Maxwell Air Force Base in Alabama, die U.S. Air Force Fighter Weapons School auf der Nellis Air Force Base in Nevada, das Armed Forces Staff College in Norfolk in Virginia, das Industrial College of the Armed Forces in Fort Lesley J. McNair in Washington, D.C. und das Air War College auf der Maxwell AFB. Außerdem erhielt er akademische Grade von der University of Utah.
In seinen frühen Jahren als Offizier der Luftwaffe war er als Pilot an verschiedenen Stützpunkten stationiert. Dazu gehörte auch eine Tätigkeit als Pilot auf der Bitburg Air Base. Zwischen Juli 1966 und Juli 1968 war er dort Mitglied der 53. Taktischen Kampfstaffel (53rd Tactical Fighter Squadron). Nach zwischenzeitlich anderen Verwendungen in den Vereinigten Staaten wurde er im Januar 1971 zur Udorn Royal Thai Air Base in Thailand versetzt. Dort war er bis zum Januar 1972 Waffenoffizier (weapons officer) bei der 555. Taktischen Kampfstaffel (555th Tactical Fighter Squadron), mit der er auch im Vietnamkrieg eingesetzt war.
Zwischen Februar 1972 und August 1974 war Swope ebenfalls als Waffenoffizier Mitglied im Stab des 48. Taktischen Kampfgeschwaders (48th Tactical Fighter Wing), das auf der Royal Air Force Base Lakenheath in England stationiert war. Daran schloss sich eine Versetzung nach Saragossa in Spanien an. Auf der dortigen Air Base wirkte er bis zum Dezember 1975 als Waffenausbilder. Nach einem anschließenden Lehrgang am Armed Forces Staff College wurde Swope im Juli 1976 auf die Randolph Air Force Base in Texas versetzt. Dort gehörte er bis zum Juni 1979 dem Stab des Air Force Military Personnel Centers an.
Sein nächster Auftrag führte ihn nach Südkorea zur Kunsan Air Base. Dort kommandierte er zwischen Juli 1979 und Juli 1980 die 80. Taktische Kampfstaffel (80th Tactical Fighter Squadron). Anschließend erhielt er auf der Clark Air Base auf den Philippinen das Kommando über die 3. Taktische Kampfstaffel (3rd Tactical Fighter Squadron). Diese Aufgabe erfüllte er zwischen Juli 1980 und April 1981. Es folgte eine Versetzung zur Hickham Air Force Base in Hawaii. Dort gehörte Swope bis zum Mai 1983 als assistant deputy, fighter operations dem Stab der Pacific Air Forces an.
Als Nächstes wurde er zum Stab der U.S. Air Force Fighter Weapons School beordert. Diese befand sich auf der Nellis AFB. Dort leitete er bis zum Juli 1984 deren Stabsabteilung für das Flugwesen (chief of flying). In der Folge kehrte er zur Maxwell AFB zurück, wo er bis Mai 1985 das Air War College absolvierte. Zwischen Juni 1985 und Juni 1987 war Richard Swope auf der Luke Air Force Base in Arizona stellvertretender Kommandeur des 405. Taktischen Ausbildungsgeschwaders (405th Tactical Training Wing). In der Folge kehrte er zur Hickham AFB zurück, wo er bis zum Dezember 1987 Stabschef der Pacific Air Forces war.
Im Januar 1988 wurde er zur Yokota Air Base in Japan beordert. Dort kommandierte er bis zum Juni 1989 das 475. Luftbasisgeschwader (475th Air Base Wing). Danach kehrte er ein weiteres Mal zur Hickham AFB und zum Hauptquartier der Pacific Air Force zurück. Bis zum Juni 1990 war er Generalinspekteur dieses Kommandos. Danach wurde er auf die Ramstein Air Base in Deutschland versetzt. Zwischen Juli 1990 und Juli 1992 kommandierte er dort die 316. Luftdivision (316th Air Division) und gleichzeitig das 86. Kampfgeschwader (86th Fighter Wing).
Danach wurde er zum Stab des Allied Joint Force Command Brunssum in den Niederlanden versetzt. Dort war er zwischen Juli 1992 und Juli 1994 in dessen Stabsabteilung für Operationen und Logistik tätig. Am 21. Juli 1994 übernahm Richard Swope auf der Andersen Air Force Base auf Guam als Nachfolger von Hale Burr das Kommando über die 13. Luftflotte (Thirteenth Air Force). Dieses Amt bekleidete er bis zum 22. April 1996, als John R. Dallager seine Nachfolge antrat. Danach wurde er als Nachfolger von Marcus A. Anderson zum Generalinspekteur der gesamten US Air Force ernannt. Diesen Posten bekleidete er bis zu seiner Pensionierung im Jahr 1998; ihm folgte Nicholas Kehoe.
Während seiner aktiven Zeit als Militärpilot absolvierte er über 3800 Flugstunden auf verschiedenen Flugzeugtypen. Er verbrachte seinen Lebensabend in Montana und starb am 8. Januar 2011.

## Daten der Beförderungen
| Abzeichen | Rang               | Jahr             |
| --------- | ------------------ | ---------------- |
|           | Second Lieutenant  | 6. Juni 1964     |
|           | First Lieutenant   | 6. Juni 1966     |
|           | Captain            | 6. Mai 1968      |
|           | Major              | 1. März 1974     |
|           | Lieutenant Colonel | 1. November 1979 |
|           | Colonel            | 1. August 1984   |
|           | Brigadier General  | 1. August 1990   |
|           | Major General      | 1. Juli 1993     |
|           | Lieutenant General | 28. April 1996   |

## Orden und Auszeichnungen
Richard Swope erhielt im Lauf seiner militärischen Laufbahn unter anderem folgende Auszeichnungen:
- Air Force Distinguished Service Medal
- Defense Superior Service Medal
- Legion of Merit
- Distinguished Flying Cross
- Air Medal
- Meritorious Service Medal
- Air Force Outstanding Unit Award
- Combat Readiness Medal
- National Defense Service Medal
- Vietnam Service Medal
- Southwest Asia Service Medal
- Air Force Longevity Service Award
- Gallantry Cross (Südvietnam)
- Vietnam Campaign Medal (Südvietnam)

Außerdem erhielt er mehrere Ordensbänder (Ribbons).